# Pseudischnocampa diluta
Pseudischnocampa diluta är en fjärilsart som beskrevs av De Toulgoët 1986. Pseudischnocampa diluta ingår i släktet Pseudischnocampa och familjen björnspinnare. Inga underarter finns listade i Catalogue of Life.